# Тарнавський Олександр Олексійович
Олекса́ндр Олексі́йович Тарна́вський (3 березня 1984) — солдат Збройних сил України, учасник російсько-української війни.

## З життєпису
Народився 1984 року в селі Забріддя (Черняхівський район, Житомирська область). Мобілізований 12 квітня 2014 року.
23 червня під Рубіжним Луганської області зазнав кульових поранень у голову та ліве плече, довго був іммобілізований. Внаслідок поранення пошкоджений мовленнєвий центр — боєць довго не міг розмовляти та ходити, згодом зробив самостійно кілька кроків і промовив перші слова.

## Нагороди
26 липня 2014 року — за особисту мужність і героїзм, виявлені у захисті державного суверенітету та територіальної цілісності України, вірність військовій присязі під час російсько-української війни, відзначений — нагороджений орденом «За мужність» III ступеня.